# So Far Away (chanson de Dire Straits)
Singles de Dire Straits
Love over Gold
(1984) Money for Nothing
(1985)
So Far Away est le premier single tiré de l'album Brothers in Arms de Dire Straits, sorti en 1985.

## Classements
| Pays                                   | Positions |
| -------------------------------------- | --------- |
| Australie (ARIA)                       | 22        |
| Belgique (Flandre Ultratop 50 Singles) | 21        |
| Canada (Canadian Singles Chart)        | 24        |
| États-Unis (Billboard Hot 100)         | 19        |
| France (SNEP)                          | 20        |
| Irlande (Irish Singles Chart)          | 14        |
| Norvège (VG-lista)                     | 4         |
| Nouvelle-Zélande (RMNZ)                | 25        |
| Pays-Bas (Nederlandse Top 40)          | 23        |
| Royaume-Uni (UK Singles Chart)         | 20        |
| Suède (Sverigetopplistan)              | 7         |
| Suisse (Schweizer Hitparade)           | 6         |